# Sancy (Diamant)
Der „Sancy-Diamant“ (nicht zu verwechseln mit dem Beau Sancy, auch „kleiner Sancy“ genannt, mit 34,98 Karat) ist ein 55,23-karätiger (11,046 g) Diamant. Der Stein gehört zu den berühmtesten Diamanten der Welt, zusammen mit dem Orlow der Zarin Katharina II., dem Florentiner der Medici, dem Blauen Hope-Diamanten, dem Blauen Wittelsbacher  und dem Grünen Dresdner. Er war der Hauptstein der Königskrone Ludwigs XV. von Frankreich.

## Geschichte
Sein erster bekannter Besitzer war der Herzog von Burgund, Karl der Kühne, der ihn als Talisman in der Schlacht bei Nancy (1477) bei sich getragen haben soll. Der Herzog fiel; ein Soldat soll den Diamanten bei dem Toten gefunden und dann nach Portugal verkauft haben.

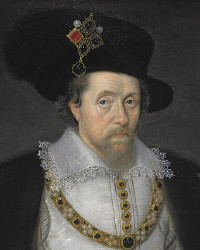
König James I.; an der Hutkrempe trägt er, unterhalb des rautenförmigen Edelstein-Schmuckstücks mit dem Rubin Mirror of Great Britain, den Sancy-Diamanten

Im Jahre 1570 erwarb der aus einer Hugenotten-Familie stammende Nicolas de Harlay de Sancy, Botschafter am Hof des Sultans Selim II. in Konstantinopel, einen leicht grünlich-gelblichen Diamanten und gab ihm seinen späteren Namen. Seigneur de Sancy war zu dieser Zeit eine hohe Persönlichkeit am Hof des Königs Heinrich III. Unter dessen Nachfolger, König Heinrich IV., wurde Seigneur de Sancy zum Finanzminister ernannt. Er gab den Diamanten als Sicherheit für ein Darlehen, um Soldaten anzuwerben. Ein Bote wurde mit dem Diamanten nach Solothurn losgeschickt, erreichte jedoch seinen Bestimmungsort nicht. Seigneur de Sancy war sich sicher, dass der Bote loyal war und ließ ihn suchen. Man fand den toten Boten, der anscheinend von Dieben überfallen worden war, die ihm gefolgt waren. Sancy ließ den Leichnam öffnen und den Diamanten aus dem Magen herausnehmen. 1596 war Nicholas Harlay de Sancy in Geldnöten und verkaufte den Diamanten an die englische Königin Elisabeth I. – der Diamant gehörte fortan zu den Kronjuwelen des Englischen Königreiches.

Nancy Astor, Viscountess Astor trug den großen Diamanten oft in einer Tiara zu offiziellen Anlässen. Kolorierte Fotografie, 1936

Nach dem Ausbruch des Englischen Bürgerkrieges (1642) und mit der Hinrichtung von König Karl I. (1649), der mit der Unterbrechung der Monarchie endete, überließ seine Witwe Henrietta Maria de Bourbon den Diamanten Edward Sommerset, 2. Marquess of Worcester, durch welchen der Stein wieder der englischen Krone zukam. Nach der Niederlage in der Schlacht am Boyne floh König Jakob II. nach Frankreich. Aus Geldnöten verkaufte er den Edelstein an König Ludwig XIV., der für seine Liebe zu Diamanten bekannt war.
Im Jahre 1792 zu Beginn der Französischen Revolution wurden die französischen Kronjuwelen, darunter der Sancy-Diamant, aus der königlichen Schatzkammer in Paris gestohlen. Der Stein tauchte erst 1828 bei einem Pariser Diamantenhändler wieder auf, der ihn an den russischen Großindustriellen Anatole Demidoff, Prinz di San Donato verkaufte. Da dieser zu einer adligen Dame ein Liebesverhältnis unterhielt, verließ ihn 1845 seine Frau Prinzessin Mathilde Lætitia, eine Cousine des Kaisers Napoléon III., zusammen mit ihrem Liebhaber und der Schmucksammlung nach Turin. Nach deren Tod (1904) wurde der Sancy-Diamant vom Juwelier Monsieur Gérard Bapst in Paris ausgestellt. Dort wurde er für eine Million Francs angeboten.
1906 wurde der Sancy von William Waldorf Astor als Hochzeitsgeschenk für die Heirat seines Sohns Waldorf Astor (1879–1952) mit Nancy Langhorne erworben. Im Jahre 1962 war der Sancy-Diamant ein Glanzlicht auf der Juwelenausstellung im Louvre. Nach Lady Astors Tod im Jahre 1964 wurde der berühmte Diamant an ihren Sohn vererbt. Der Sancy befindet sich heute in der Apollo-Galerie im Louvre.